# ناتالیا گدونکو
ناتالیا گدونکو (به انگلیسی: Natalia Godunko) ژیمناست زادهٔ ۵ دسامبر ۱۹۸۴ میلادی اهل کشور اوکراین است.